# Andreia Zito
Andreia Almeida Zito dos Santos (Duque de Caxias, 13 de julho de 1974) é uma política brasileira filiada ao PV. Já foi deputada federal e estadual.
É filha do ex-prefeito de Duque de Caxias José Camilo Zito dos Santos Filho. Em 1998, foi eleita deputada estadual pelo PSDB, sendo reeleita em 2002. Em 2006, foi eleita deputada federal. Em 2009, um auditório da ALERJ recebeu seu nome, mesmo o regimento interno proibindo esse tipo de homenagem a pessoas vivas.
Foi reeleita para o cargo de deputada federal em 2010, mas não se reelegeu em 2014.
Em 2015, já sem mandato, anunciou intenção de concorrer à prefeitura de Caxias no ano seguinte, o que acabou não acontecendo. Candidatou-se novamente a deputada federal em 2018, desta vez pelo PSD, mas não conseguiu se eleger. Assumiu como suplente em 8 de janeiro de 2019.
Em 2020 concorreu para prefeita de Duque de Caxias, terminando as eleições em quarto lugar. Reassumiu o mandato na Câmara dos Deputados como suplente em janeiro de 2023 devido a licença de Hugo Leal. 